# Пастушки
Пастушки (лат. Rallus) — род водных птиц из семейства пастушковых, включающий в себя 14 видов, обитающих в Старом и Новом Свете. Иногда к данному роду также относят птиц из родов Lewinia и Gallirallus.
Шесть видов пастушков обитают в Америке, а оставшиеся три в Евразии, Африке и на Мадагаскаре. На территории России распространён один вид — водяной пастушок. Все виды имеют близкое родство между собой — предполагают, что их общий предок обитал на территории Америки.

## Общая характеристика
Тело стройное, приплюснутое по бокам — характеристика, позволяющая птицам легко передвигаться в густой прибрежной растительности. Голова маленькая, продолговатая, с очень длинным (заметно длиннее головы) и тонким клювом. Клюв сжат с боков и слегка загнут на конце. Ноздри расположены по бокам. Шея длинная и тонкая. Ноги длинные, со средней длины пальцами и слабо развитым задним пальцем. Крылья широкие и очень короткие. Хвост короткий, закруглённый; рулевых перьев двенадцать.

## Виды
Международный союз орнитологов относит к роду 14 современных видов пастушков.
| Виды в таксономическом порядке | Виды в таксономическом порядке | Виды в таксономическом порядке  | Виды в таксономическом порядке                                                                            |
| Изображение                    | Научное название               | Русскоязычное название          | Распространение                                                                                           |
| ------------------------------ | ------------------------------ | ------------------------------- | --- |
|                                | Rallus obsoletus               |                                 | Тихоокеанское побережье Северной Америки в Калифорнии и Мексике, западная Аризона                         |
|                                | Rallus crepitans               |                                 | Восточное побережье Северной Америки, некоторые острова Карибского моря                                   |
|                                | Rallus tenuirostris            |                                 | Мексика                                                                                                   |
|                                | Rallus longirostris            | Пастушок-трескун                | северо-восточная Колумбия, северо-западная Венесуэла, Бразилия, Тринидад                                  |
|                                | Rallus elegans                 | Королевский пастушок            | Восточная часть США, побережье Мексиканского залива, Куба                                                 |
|                                | Rallus wetmorei                | Венесуэльский пастушок          | Венесуэла                                                                                                 |
|                                | Rallus limicola                | Центральноамериканский пастушок | США, южная Канада, Мексика. Изолированные участки ареала в Центральной Америке и на западе Южной Америки. |
|                                | Rallus semiplumbeus            | Колумбийский пастушок           | Колумбия                                                                                                  |
|                                | Rallus aequatorialis           |                                 | Юго-западная Колумбия, юго-западное Перу                                                                  |
|                                | Rallus antarcticus             | Магелланов пастушок             | Аргентина, Чили                                                                                           |
|                                | Rallus aquaticus               | Водяной пастушок                | Европа, северная Африка, западная и центральная Азия                                                      |
|                                | Rallus indicus                 |                                 | Северная Монголия, Восточная Сибирь, восточный Китай, Корейский полуостров, Сахалин, Япония               |
|                                | Rallus caerulescens            | Капский пастушок                | Центральная и южная Африка                                                                                |
|                                | Rallus madagascariensis        | Мадагаскарский пастушок         | Мадагаскар                                                                                                |

Вымершие виды:
- Rallus eivissensis
- Rallus sp. (Средний Миоцен, Венгрия)
- Rallus lacustris (Поздний Плиоцен, Северная Америка)
- Rallus phillipsi (Поздний Плиоцен, США)
- Rallus prenticei (Поздний Плиоцен, Северная Америка)
- Rallus sp. (Поздний Плиоцен, США)
- Rallus auffenbergi (Средний Плейстоцен, юго-восток Северной Америки) — ранее Porzana
- Rallus ibycus (Поздний Плейстоцен, Бермудские острова)
- Rallus recessus (Поздний Плейстоцен, Бермудские острова)
- Rallus natator (Плейстоцен, Мексика) — ранее Epirallus
- Rallus richmondi — включая R. dubius